# 기아 쎄라토
기아 쎄라토(Kia Cerato)는 대한민국의 자동차 제조업체인 기아자동차의 전륜구동 준중형 승용차이다. 차명인 쎄라토는 그리스어로 '뿔'을 뜻하며, 미국과 캐나다에선 차명이 스펙트라였다.

## 1세대(LD)

### 쎄라토(2003년11월~2006년6월)

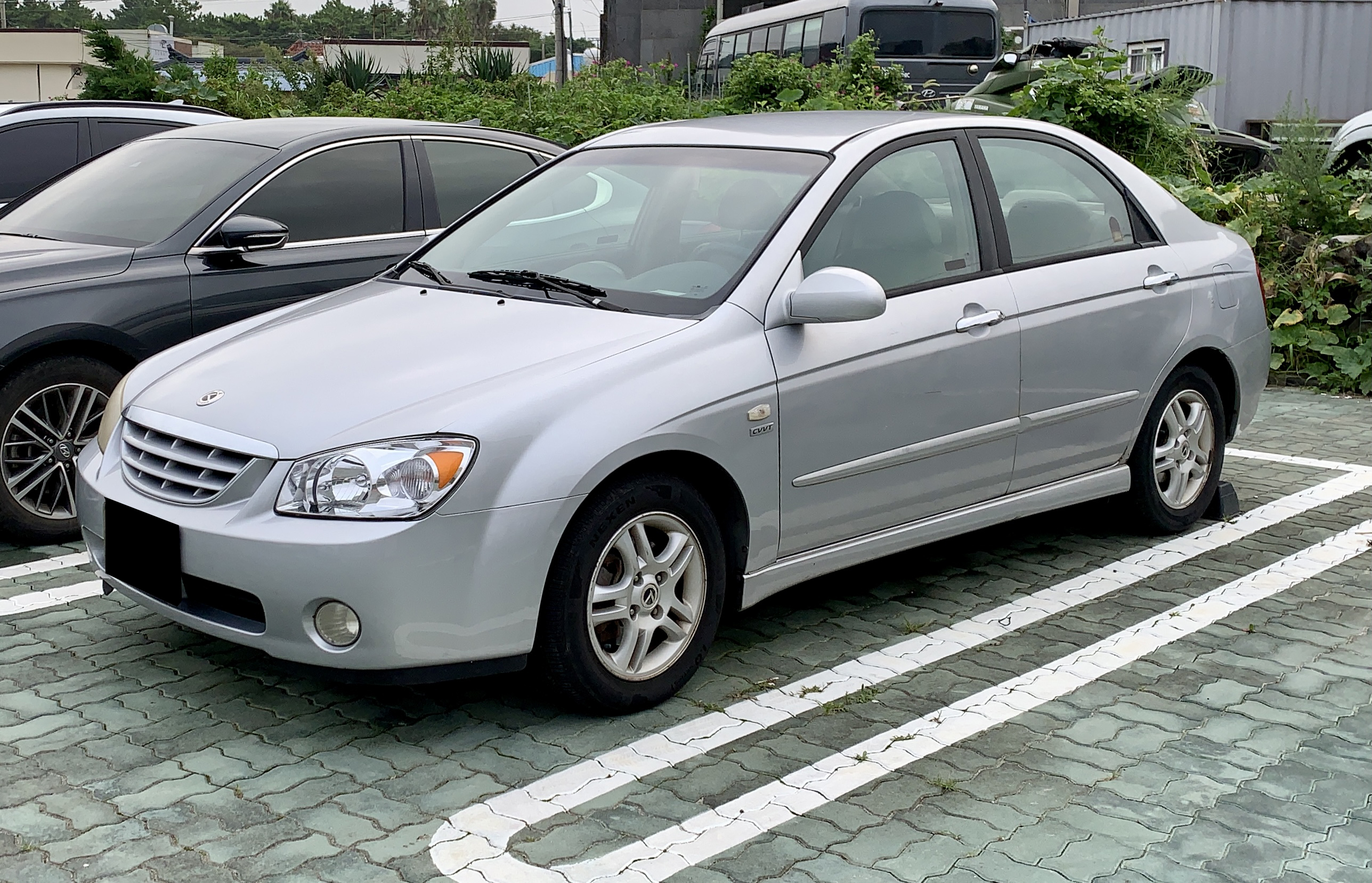
기아 쎄라토 (전기형) 정측면

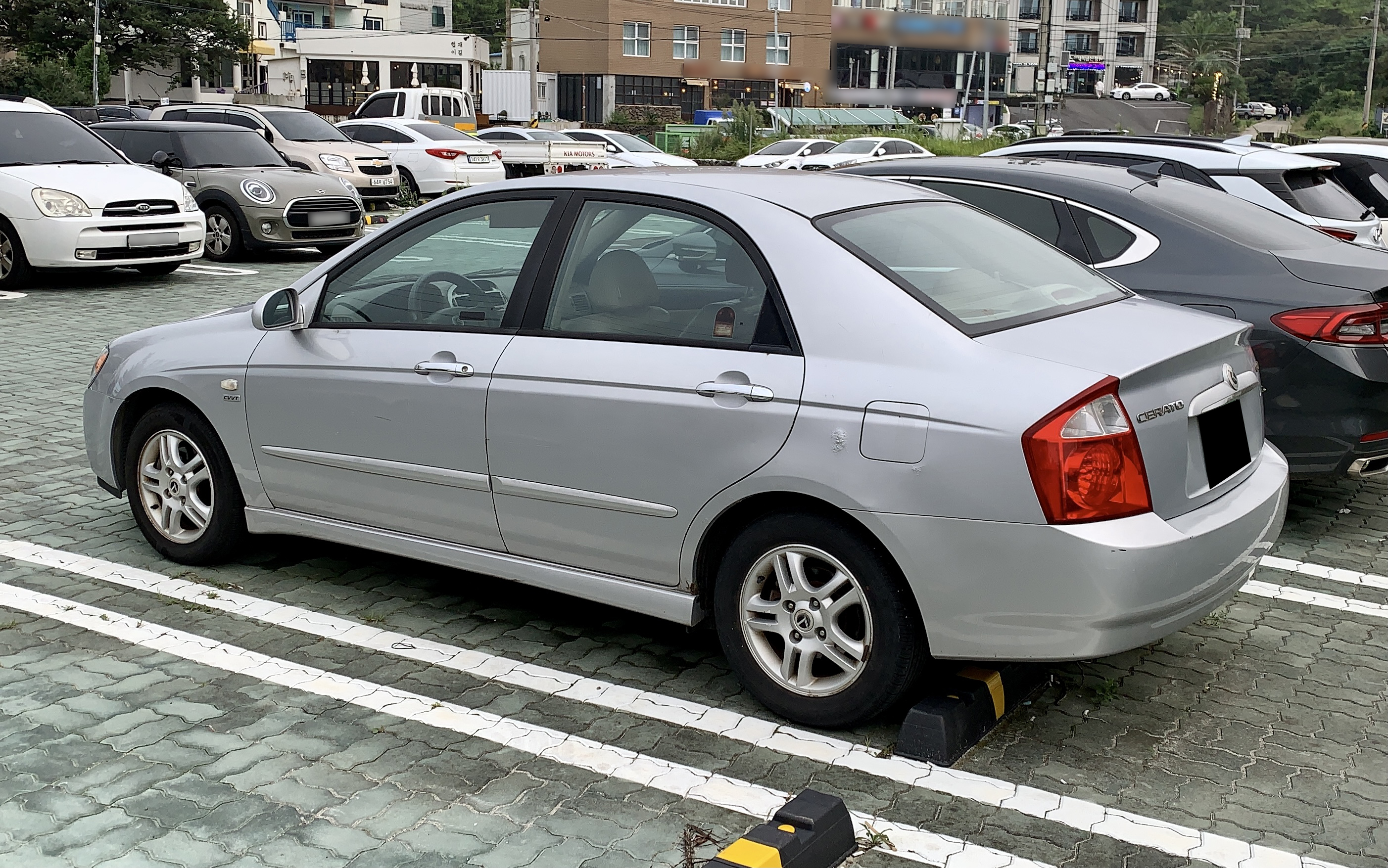
기아 쎄라토 (전기형) 후측면

2003년 11월 5일에 기아자동차의 대표적인 준중형 승용차인 스펙트라의 후속 차종으로 출시되었다. 볼륨감 있는 사이드 라인과 캡 포워드 스타일의 익스테리어와 감성적인 인테리어가 돋보였으며, 동급 최초로 커튼 에어백을 적용하여 안전성을 한층 높였다. 현대 아반떼 XD와 플랫폼 및 엔진을 공유하여 1.5ℓ α MPI 엔진과 2.0ℓ β MPI 엔진 등 2가지 엔진이 탑재되었다. 이듬해인 2004년 5월에는 기아자동차 창립 60주년을 기념하여 5년 또는 10만km의 보증 수리 기간을 10년 또는 15만 km로 늘렸으며, 같은 해 6월 15일에는 5도어 해치백인 쎄라토 유로도 추가되었는데, 판매량은 적었으나 대한민국 모터스포츠계에서는 쎄라토전이 따로 열렸을 정도로 원메이크 경주용차로 인기를 많이 끌었다. 7월에는 세제기준 변경에 맞추어 1.5리터 엔진을 1.6ℓ α MPI 엔진으로 교체했다. 2005년 4월에는 원메이크형 모터 스포츠인 쎄라토/클릭 스피드 페스티벌 행사도 열리기 시작하였다. 한 때는 인라인 스케이트 선수 궉채이가 CF에 등장하여 화제가 되기도 하였다. 2005년 7월 11일에 출시된 2006년형은 라디에이터 그릴과 리어 램프의 디자인이 바뀌고, 1.5ℓ U VGT 엔진이 추가되었다. 2006년 1월 17일에는 1.5ℓ U VGT 엔진이 1.6ℓ U VGT 엔진으로 대체되었다.

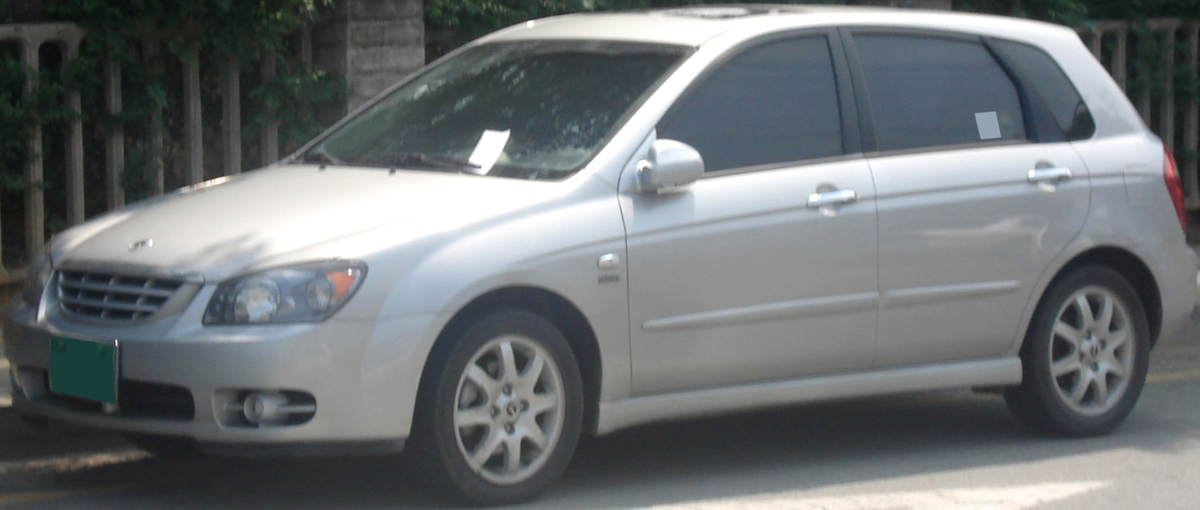
기아 쎄라토 유로 (전기형) 정측면
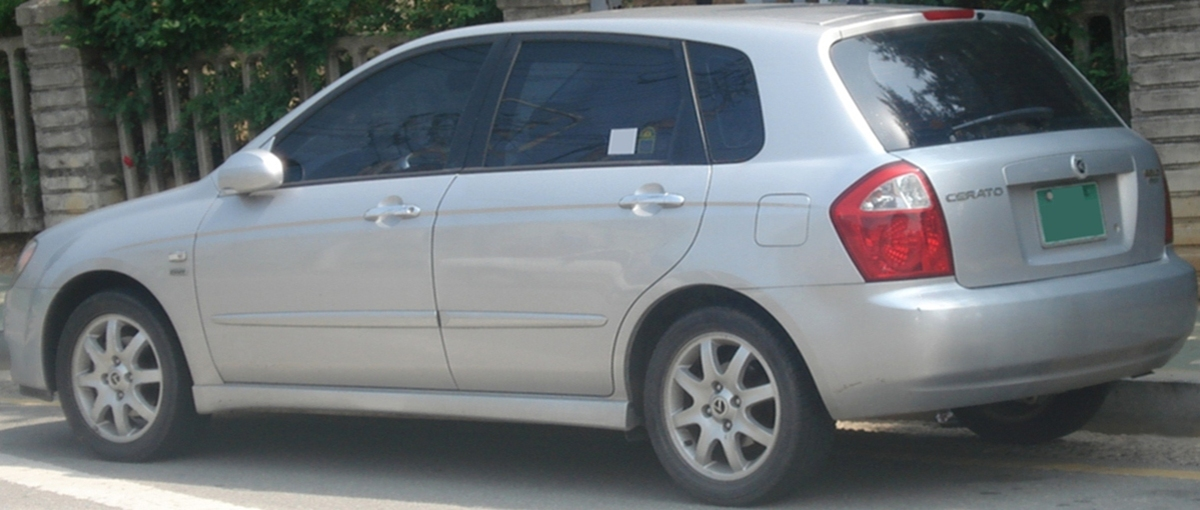
기아 쎄라토 유로 (전기형) 후측면
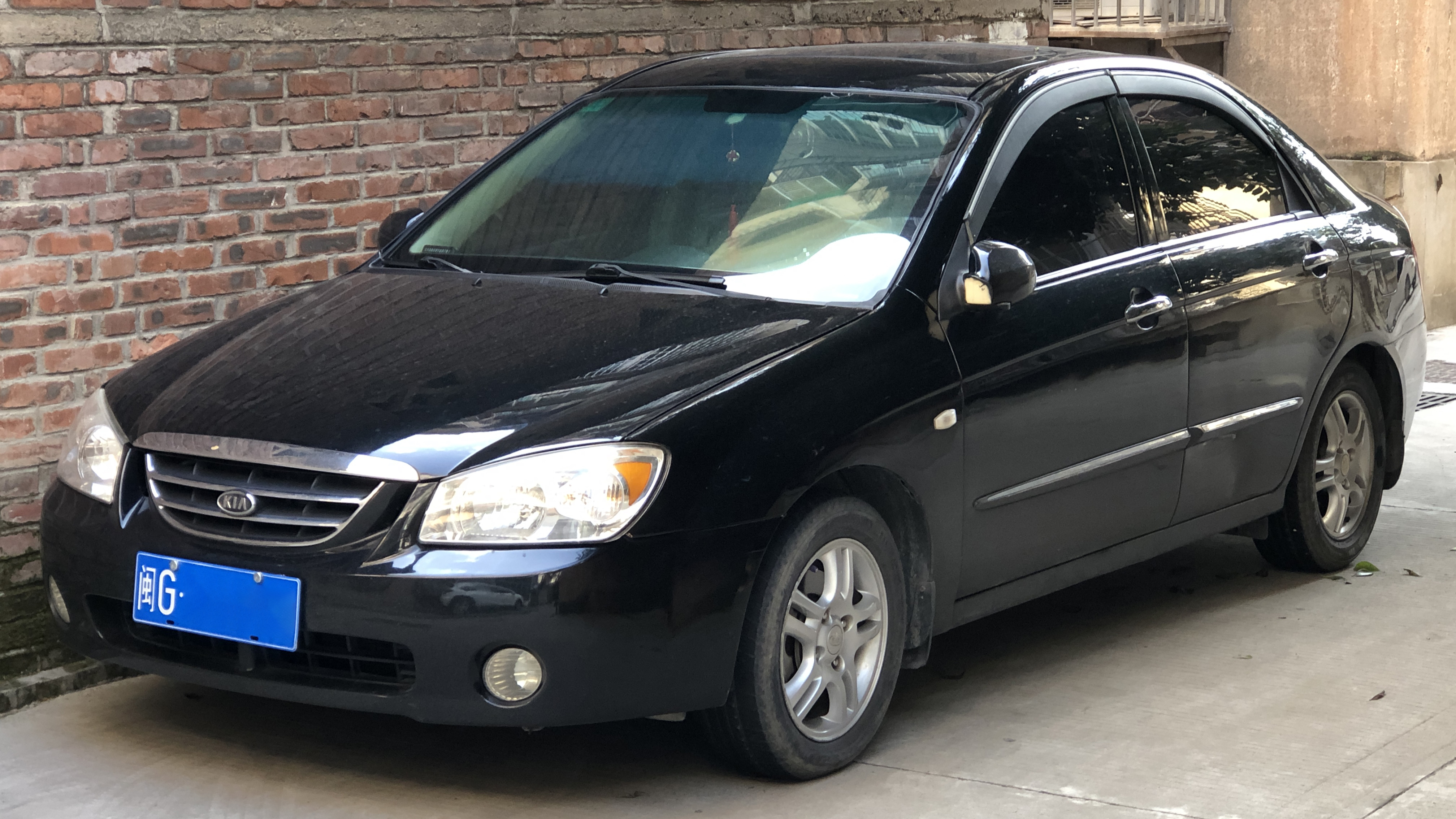
기아 쎄라토 (후기형) 정측면
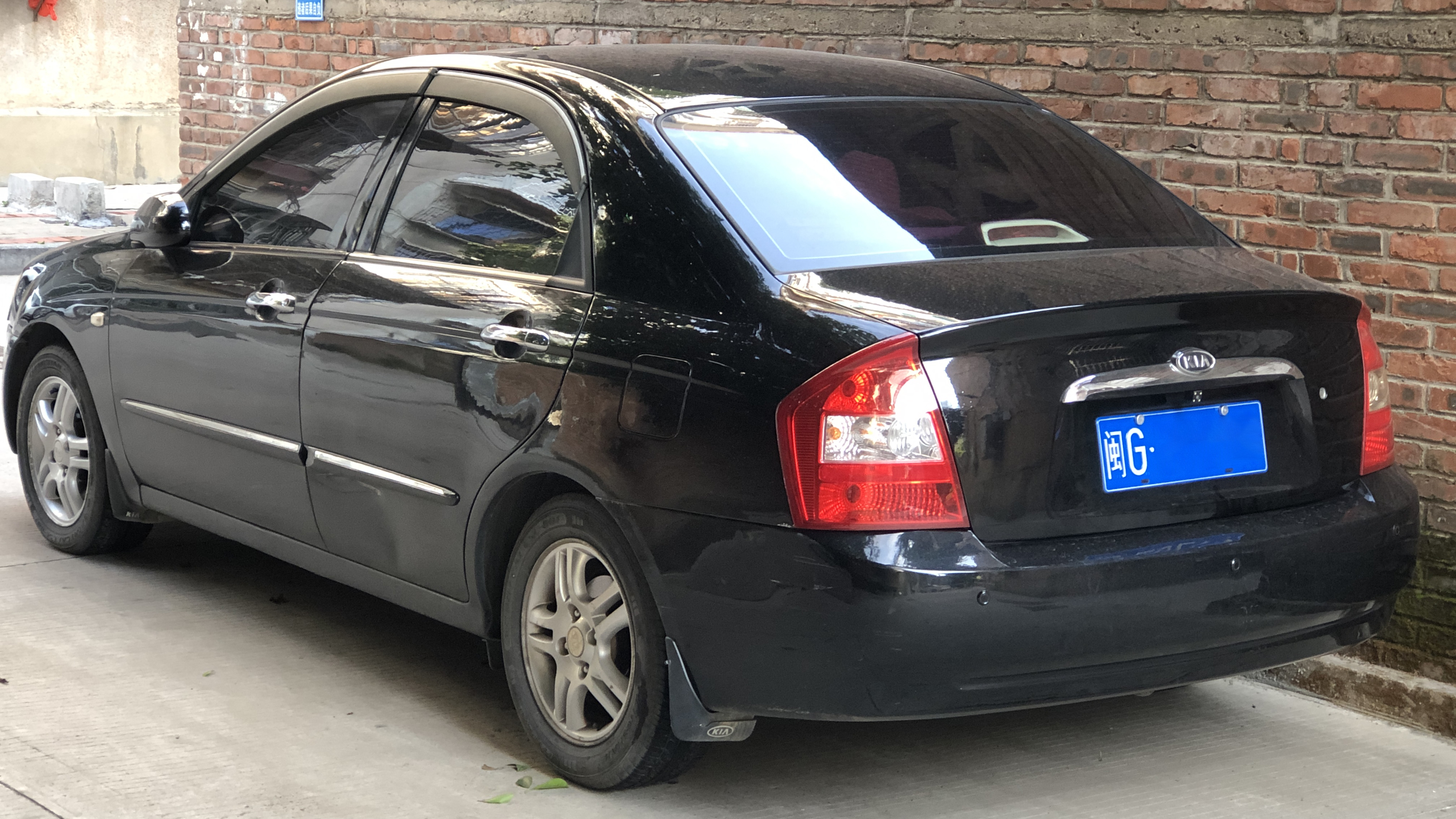
기아 쎄라토 (후기형) 후측면

- 전장(mm) : 4,480(4도어)/4,340(5도어 유로)
- 전폭(mm) : 1,735
- 전고(mm) : 1,470
- 축거(mm) : 2,610
- 윤거(전, mm) : 1,495
- 윤거(후, mm) : 1,485
- 승차정원 : 5명
- 변속기 : 수동 5단/자동 4단
- 서스펜션(전/후) : 맥퍼슨 스트럿/듀얼 링크
- 구동형식 : 전륜구동

| 구분               | 1.5ℓ 알파                                                              | 1.6ℓ 알파 Ⅱ                                                            | 2.0ℓ 베타                                                              | 1.5ℓ U VGT                         | 1.6ℓ U VGT                         |
| ------------------ | ---------------------------------------------------------------------- | ---------------------------------------------------------------------- | ---------------------------------------------------------------------- | ---------------------------------- | ---------------------------------- |
| 엔진 형식          | G4EC                                                                   | G4ED                                                                   | G4GC                                                                   | D4FA                               | D4FB                               |
| 연료               | 가솔린                                                                 | 가솔린                                                                 | 가솔린                                                                 | 디젤                               | 디젤                               |
| 배기량(cc)         | 1,495                                                                  | 1,599                                                                  | 1,975                                                                  | 1,493                              | 1,582                              |
| 최고출력(ps/rpm)   | 107/6,000                                                              | 110/5,800                                                              | 143/6,000 (이후 134/6,000(수동)/ 143/6,000(자동)으로 변경)             | 104/4,000                          | 117/4,000                          |
| 최대토크(kg*m/rpm) | 13.8/4,500                                                             | 14.8/4,500                                                             | 19.0/4,500                                                             | 24.5/2,000                         | 26.5/2,000                         |
| 연비(km/l)         | 14.6(4도어 수동)/ 12.4(4도어 자동)/ 14.3(5도어 수동)/ 12.2(5도어 자동) | 14.6(4도어 수동)/ 12.6(4도어 자동)/ 14.3(5도어 수동)/ 12.2(5도어 자동) | 12.1(4도어 수동)/ 10.9(4도어 자동)/ 12.0(5도어 수동)/ 10.9(5도어 자동) | 18.9(4도어 수동)/ 16.0(4도어 자동) | 18.8(4도어 수동)/ 16.0(4도어 자동) |

### 뉴 쎄라토(2006년6월~2008년8월)

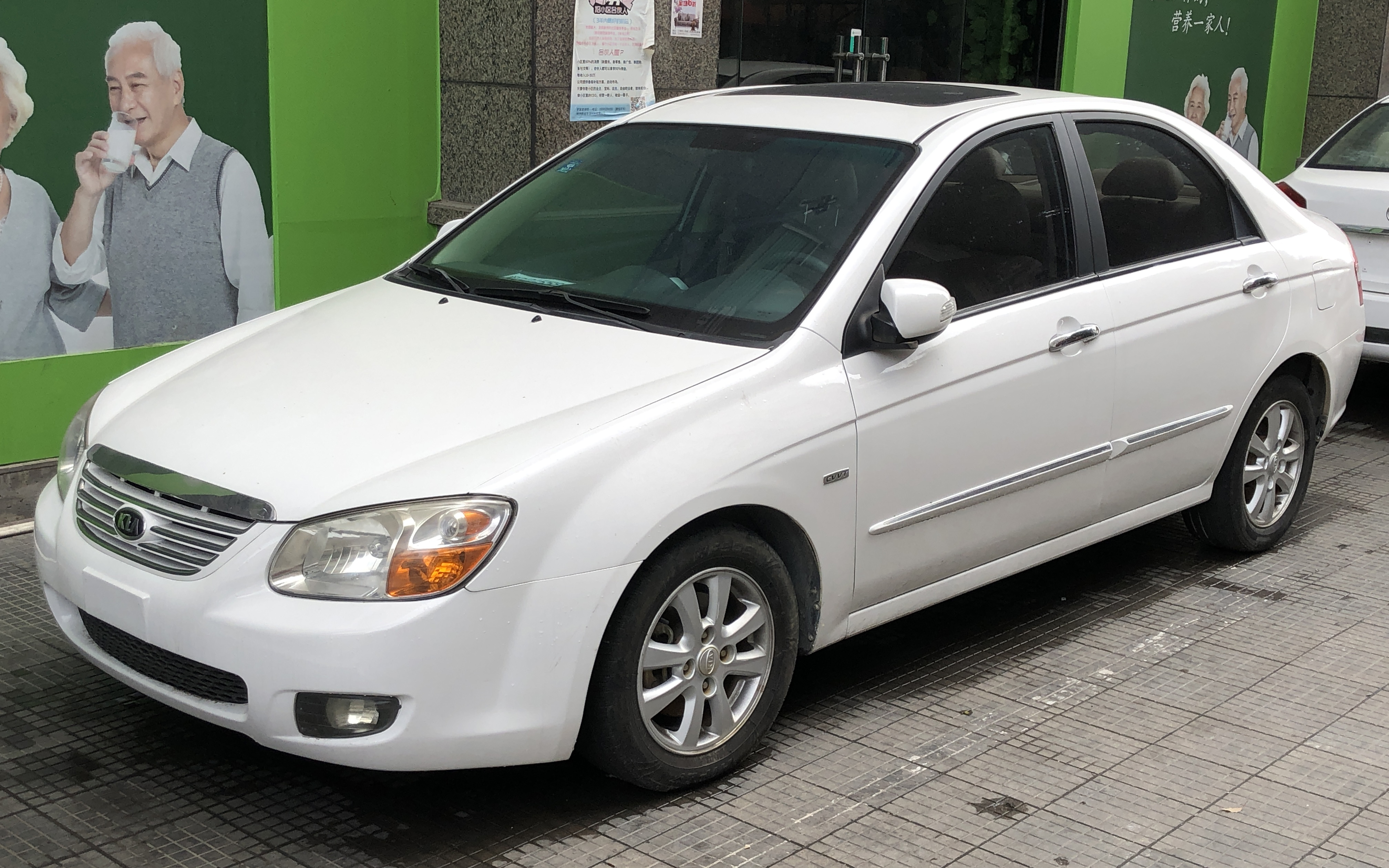
기아 뉴 쎄라토 정측면

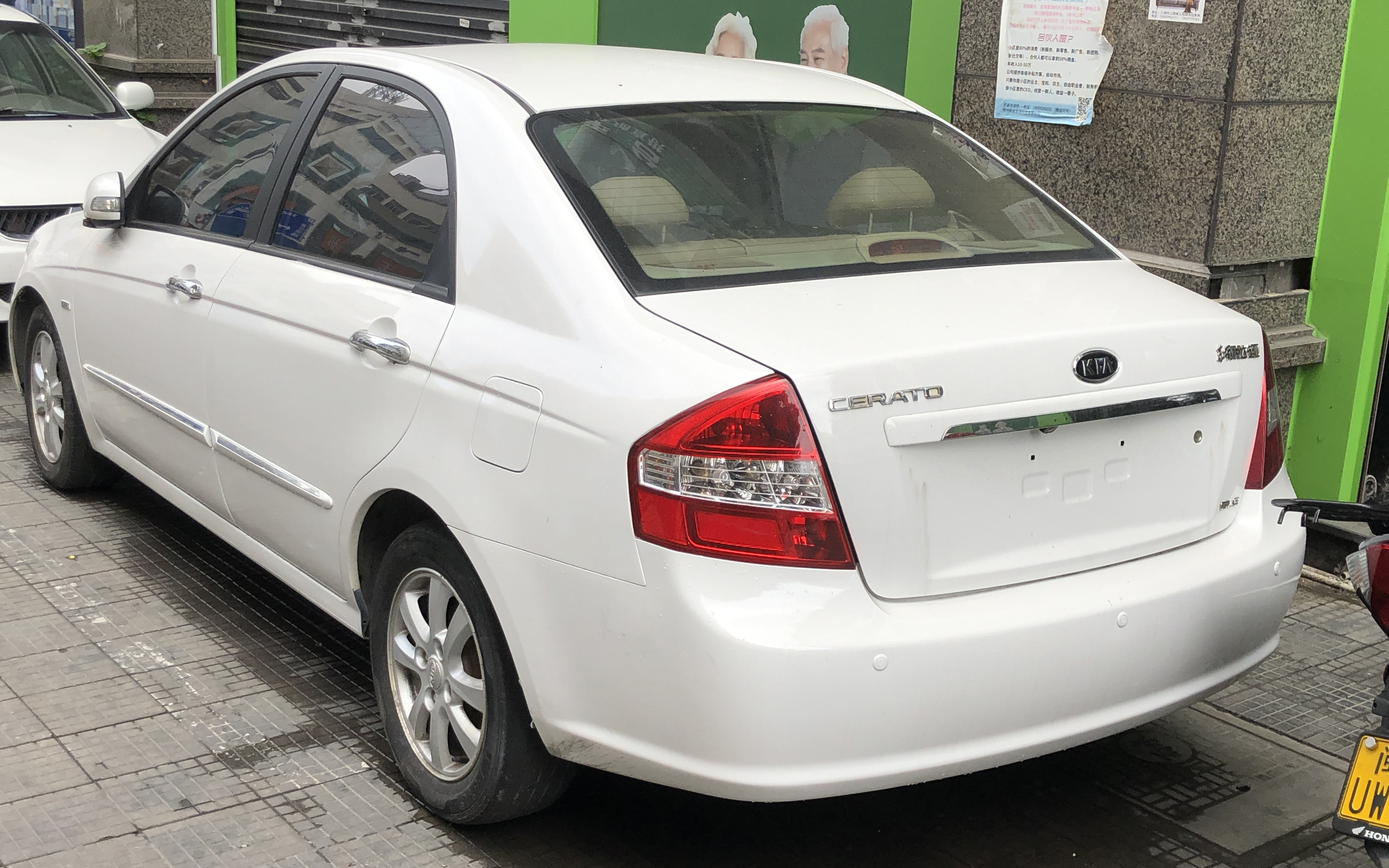
기아 뉴 쎄라토 후측면

2006년 6월 22일에 출시되었다. 출시 당시, 광고 모델로 가수 싸이가 등장하여 화제가 되기도 하였다. 5도어 해치백은 쎄라토 유로에서 쎄라토 5도어로 차명이 단순하게 변경되었다. 기존 1.6ℓ α MPI 엔진에서 1.6ℓ γ MPI으로 변경되어 성능이 향상되었다. 2006년 11월 1일에 흰색 바탕에 검은색 글씨로 된 신형 번호판이 나옴에 따라 2007년 2월 5일부터 뒤에도 긴 신형 번호판을 달 수 있게 되었고, 범퍼와 라디에이터 그릴의 디자인을 달리하여 스포티한 감각을 추구한 트림인 SX도 추가되었다. 같은 해 8월 22일에 출시된 2008년형은 라디에이터 그릴에 블랙 컬러를 추가하였고, 아웃 사이드 미러의 베이스를 블랙 컬러로 변경되었다. 또한 5도어 해치백인 쎄라토 5도어의 차명이 쎄라토 뷰티로 다시 변경되었다. 그러나 판매량 급감에 따라 2008년 8월 21일에 후속 차종인 포르테가 출시되어 단종되었으나, 지금도 오스트레일리아, 러시아, 뉴질랜드 등에서는 포르테가 쎄라토로 팔렸으며, 2012년에 출시된 K3 역시 쎄라토라는 차명으로 팔린다. 중국에서는 계속 생산되다 2017년 10월에 자체 전기차 브랜드인 화치의 300E로 명칭을 바꾸었고, 2020년에 단종되었다.

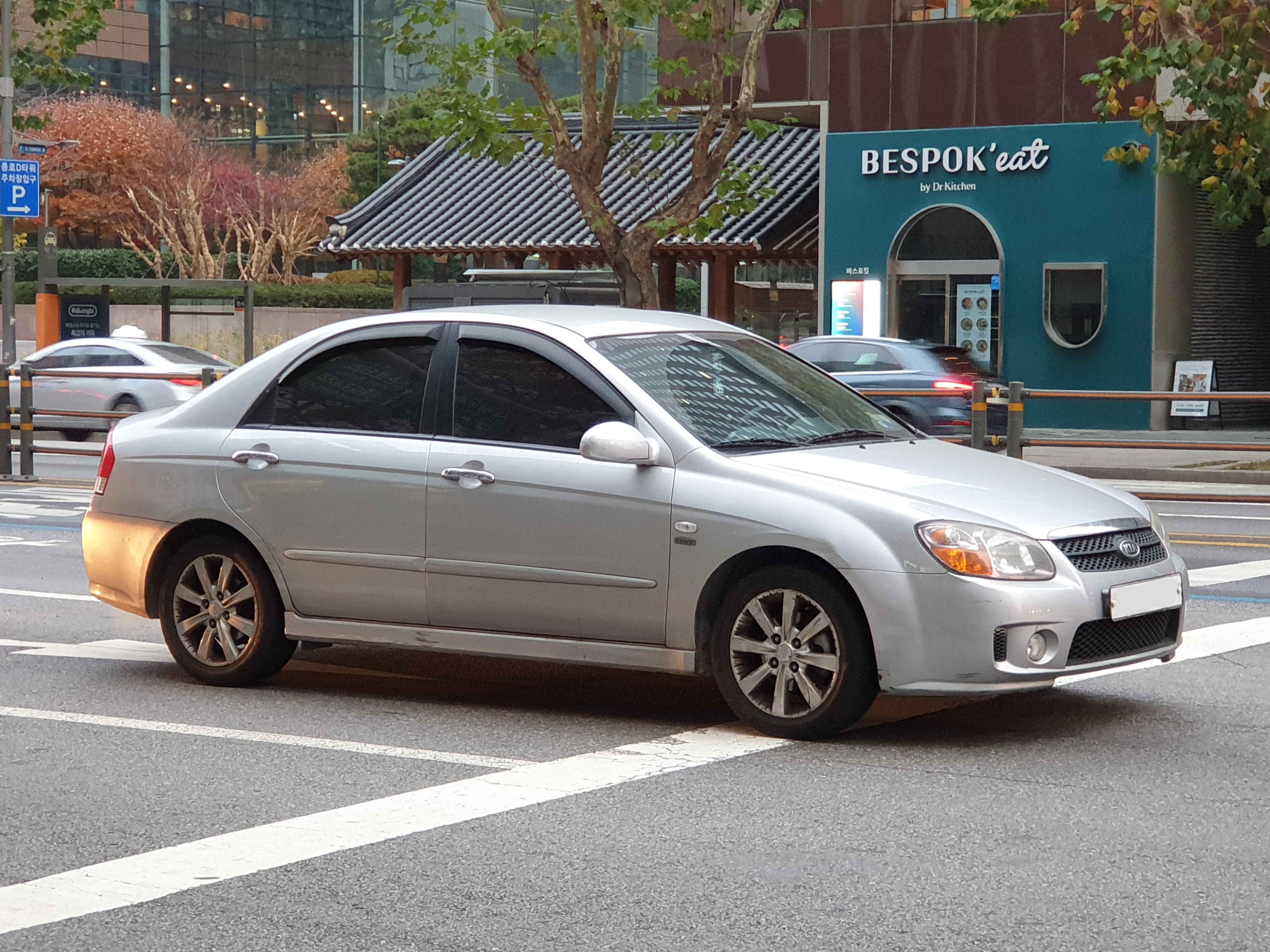
기아 뉴 쎄라토 SX 정측면
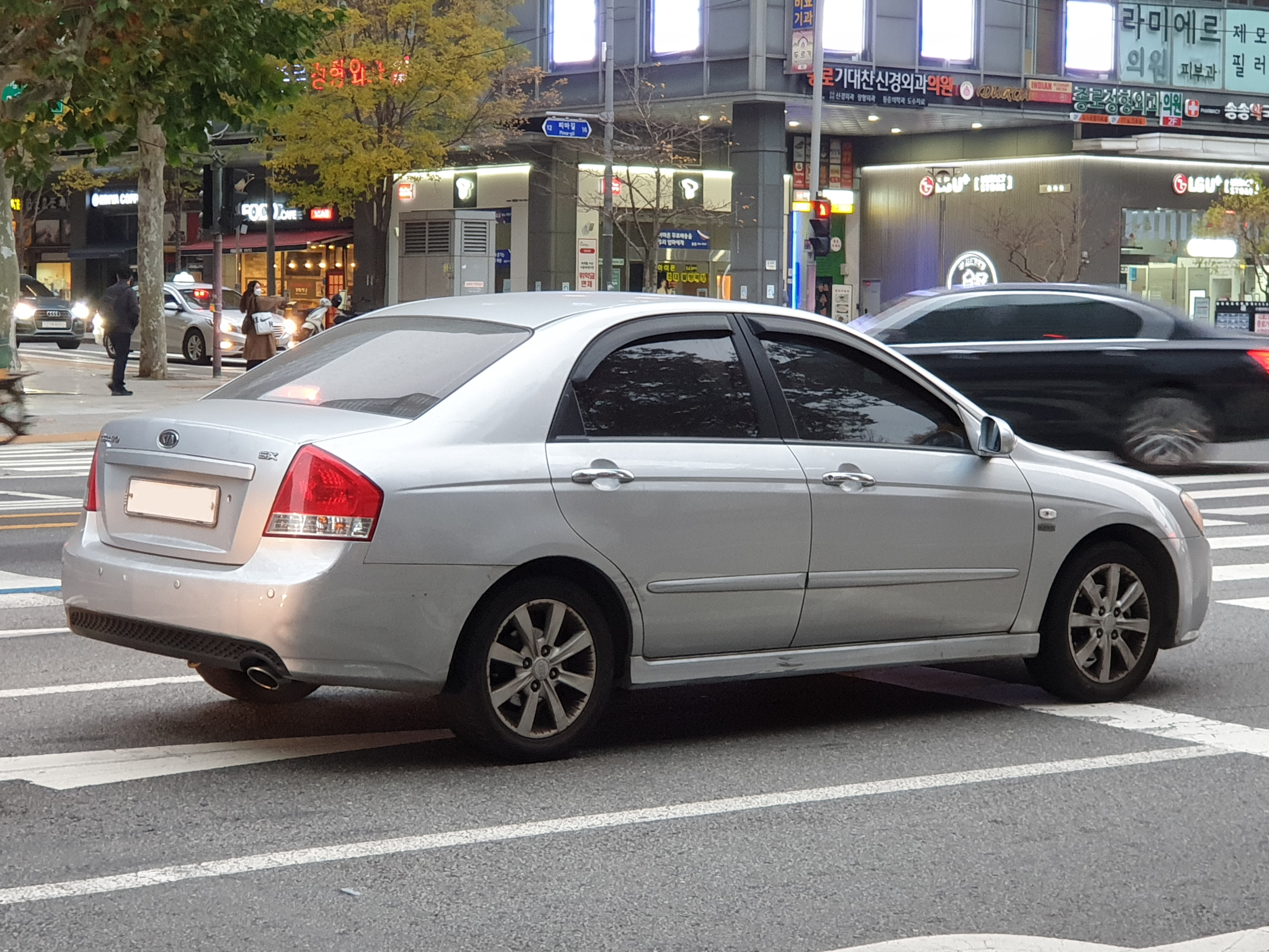
기아 뉴 쎄라토 SX 후측면
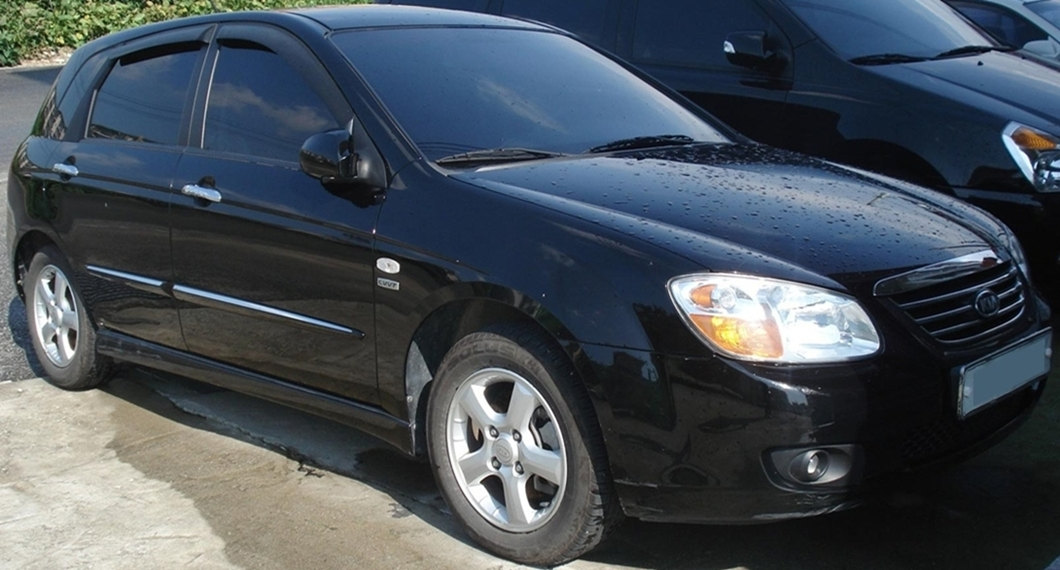
기아 뉴 쎄라토 뷰티 정측면
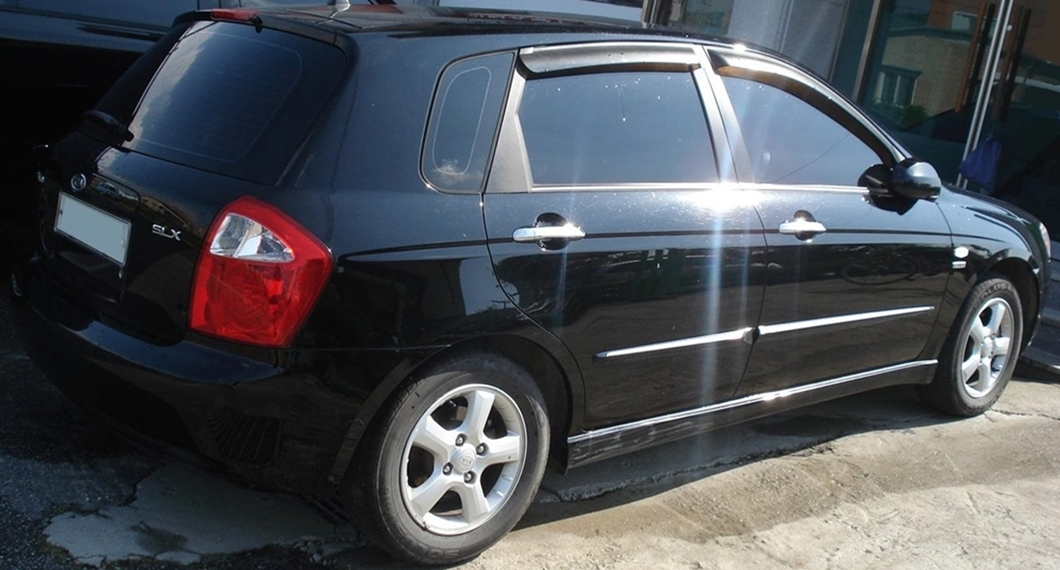
기아 뉴 쎄라토 뷰티 후측면
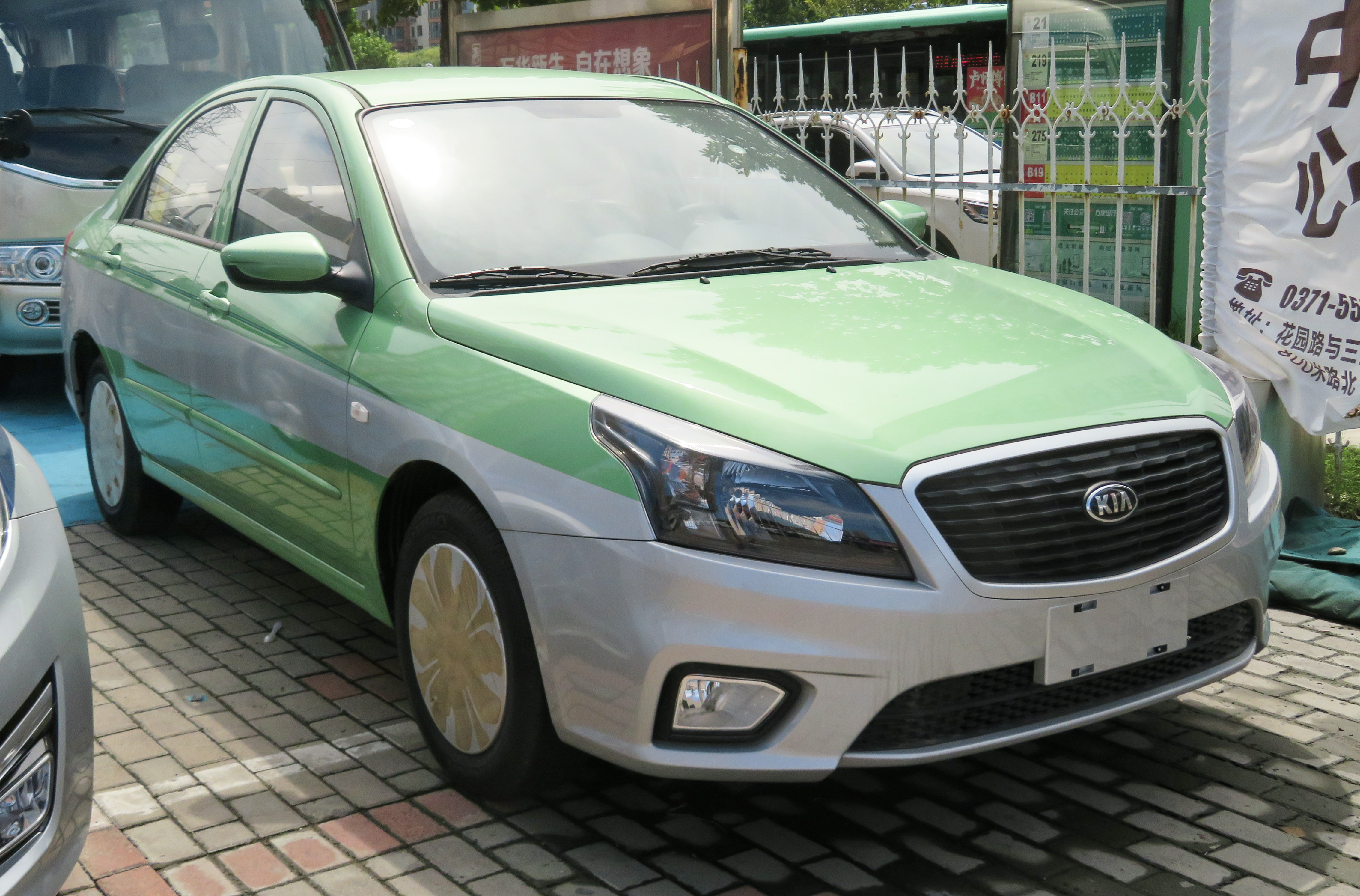
둥펑위에다기아 쎄라토 R 정측면
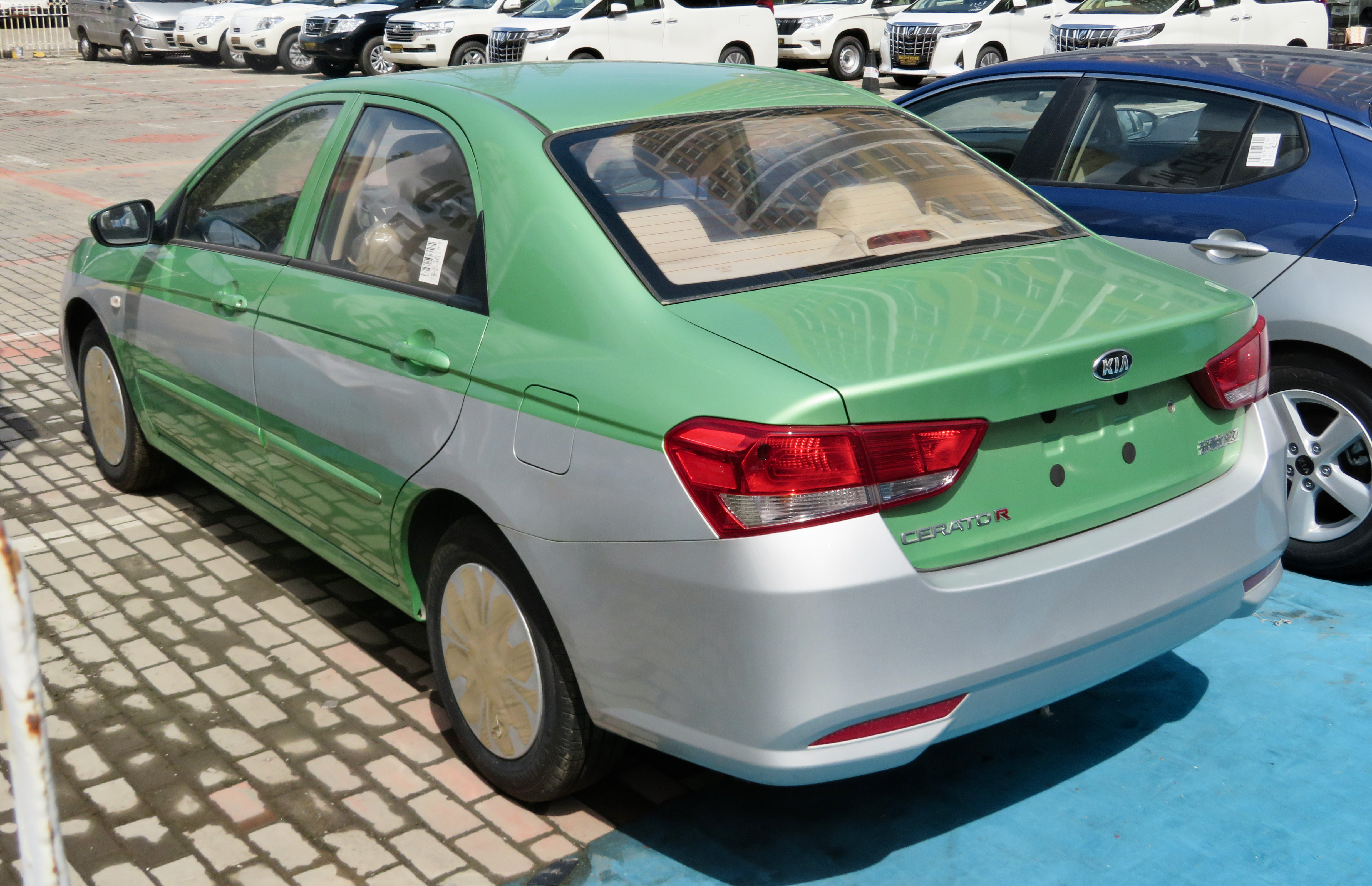
둥펑위에다기아 쎄라토 R 후측면
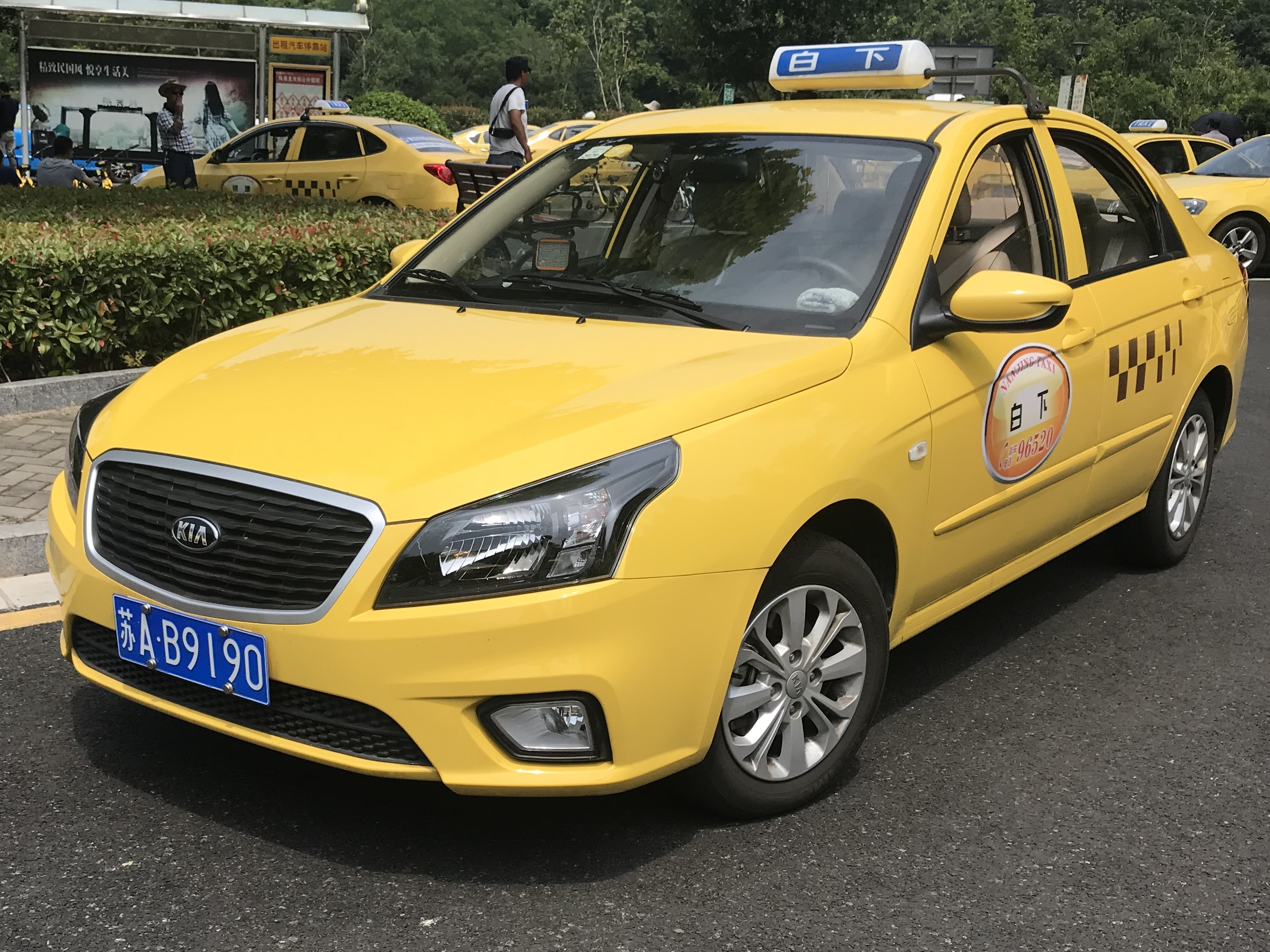
둥펑위에다기아 쎄라토 R 택시 정측면
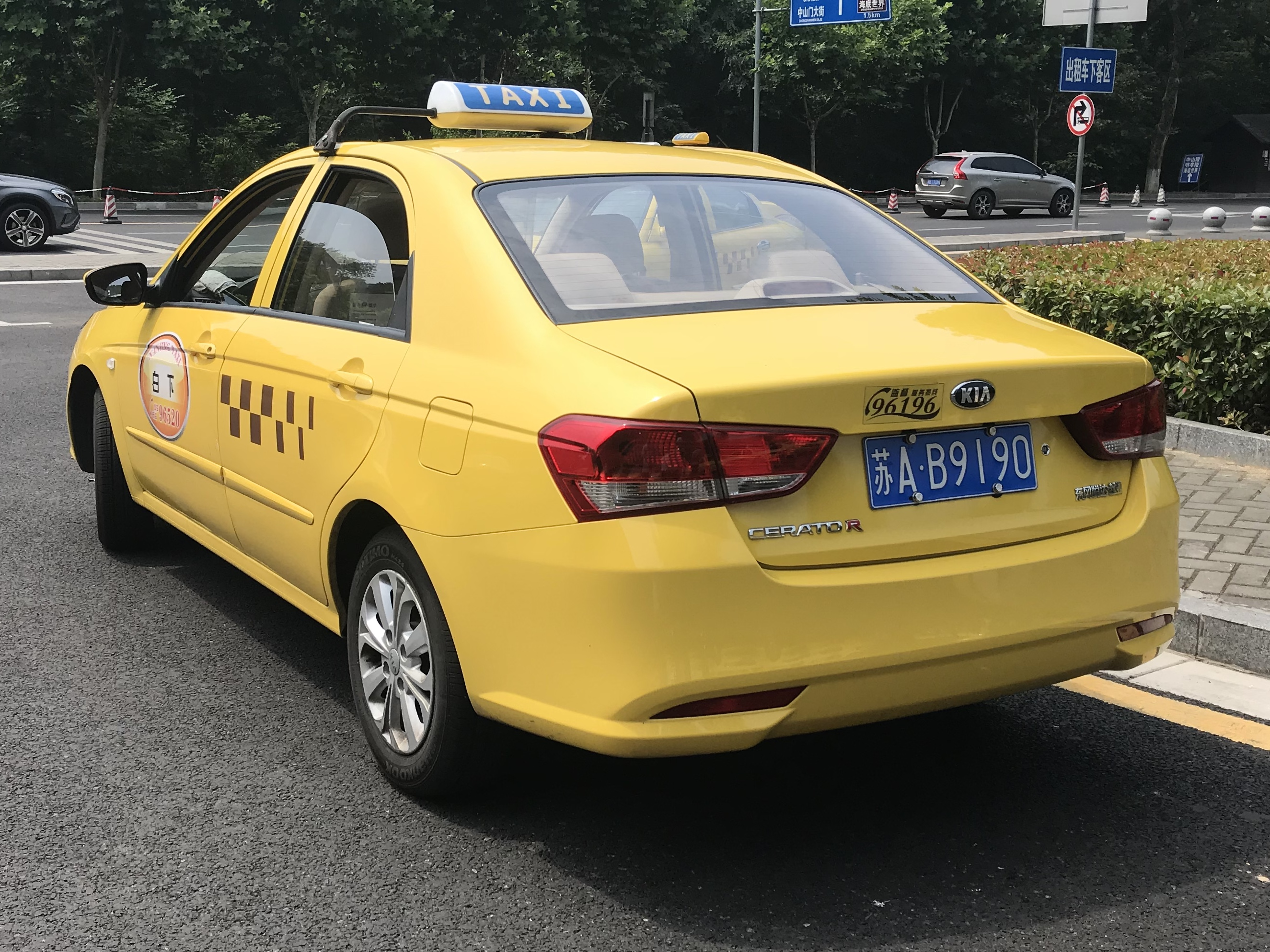
둥펑위에다기아 쎄라토 R 택시 후측면
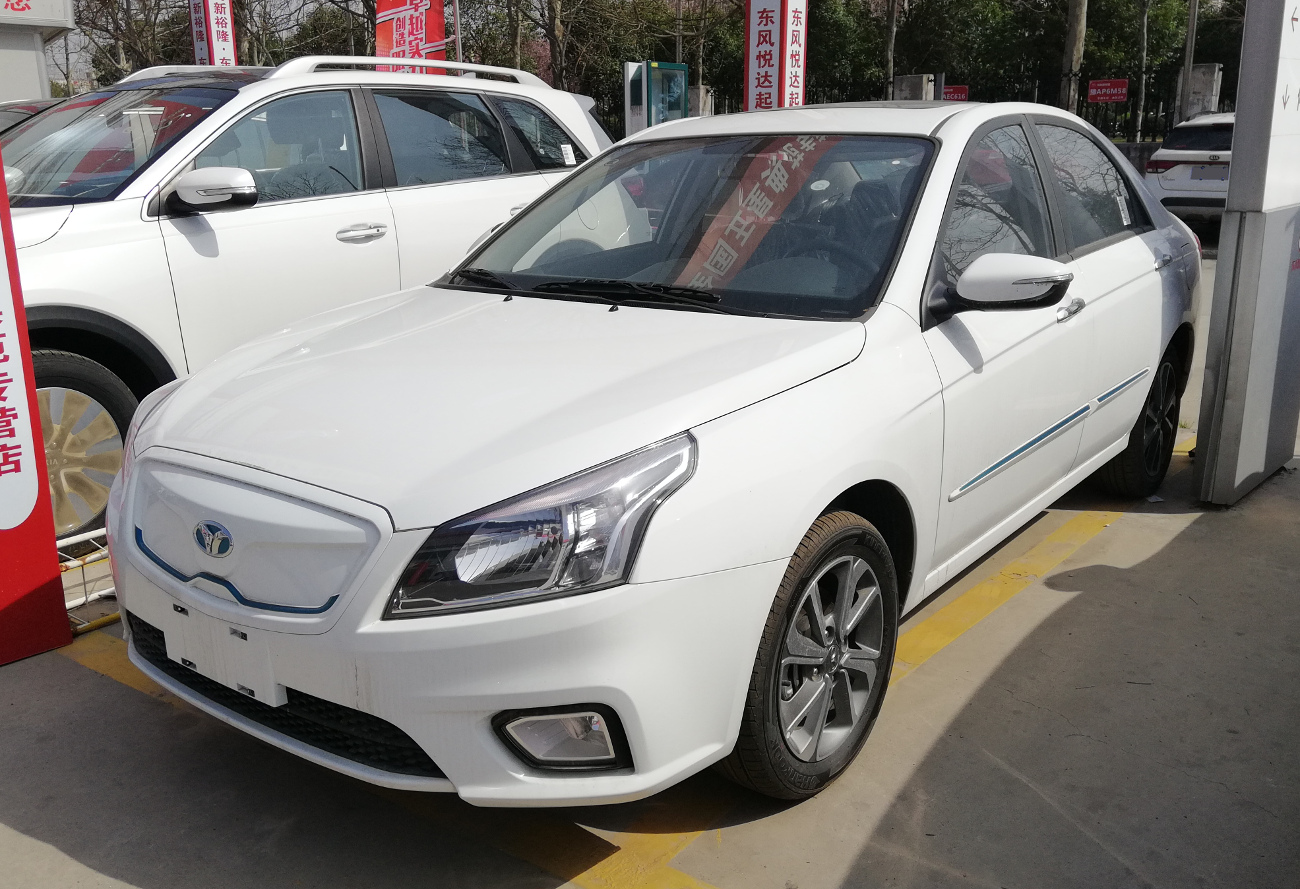
화치 300E 정측면
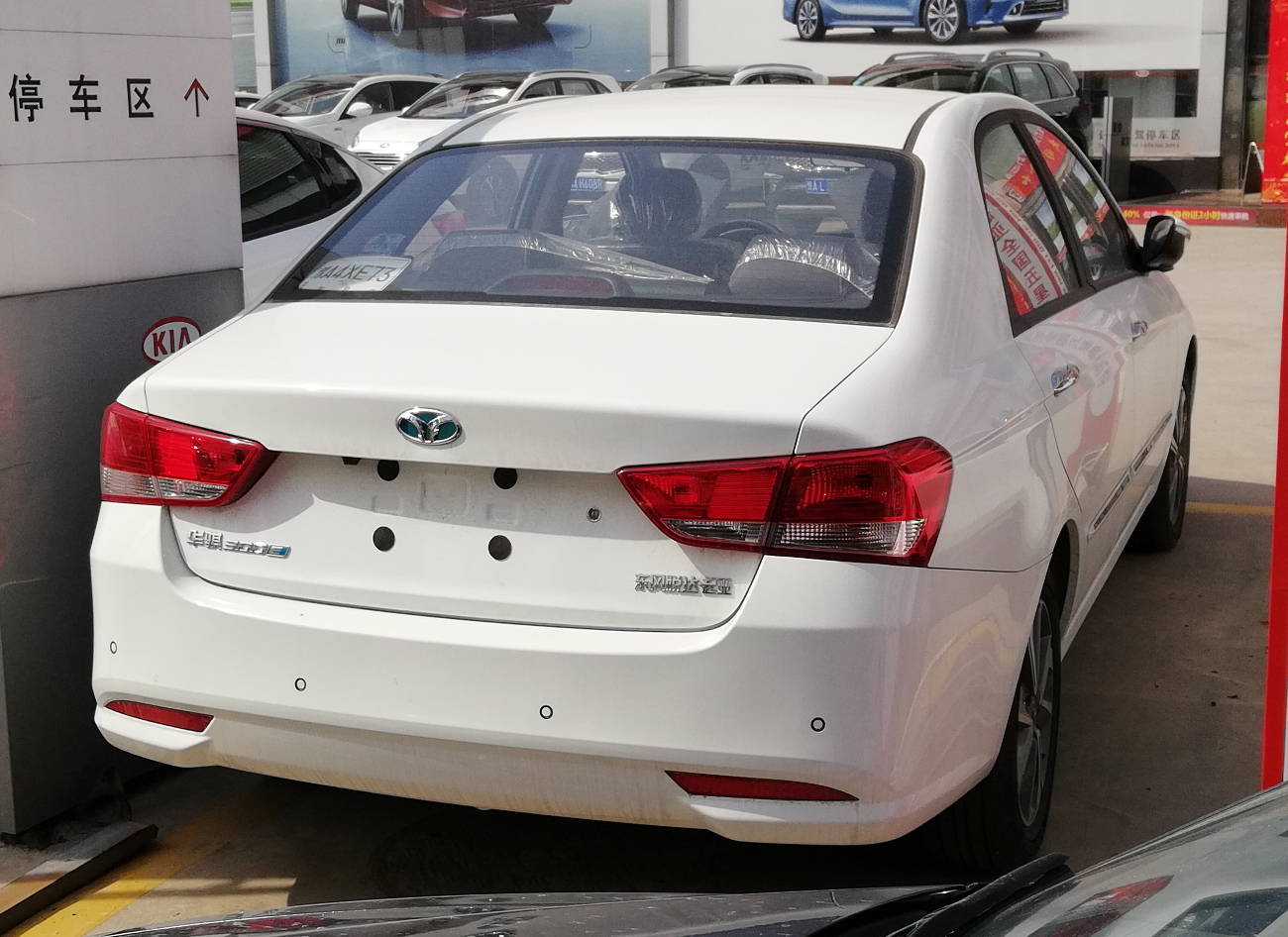
화치 300E 후측면

- 전장(mm) : 4,510(4도어)/4,350(5도어 뷰티)
- 전폭(mm) : 1,760
- 전고(mm) : 1,470
- 축거(mm) : 2,610
- 윤거(전, mm) : 1,495
- 윤거(후, mm) : 1,485
- 승차정원 : 5명
- 변속기 : 수동 5단/자동 4단
- 서스펜션(전/후) : 맥퍼슨 스트럿/듀얼 링크
- 구동형식 : 전륜 구동

| 구분               | 1.6ℓ 감마                                                              | 2.0ℓ 베타 Ⅱ                                                            | 1.6ℓ U VGT                                                             |
| ------------------ | ---------------------------------------------------------------------- | ---------------------------------------------------------------------- | ---------------------------------------------------------------------- |
| 엔진 형식          | G4FC                                                                   | G4GC                                                                   | D4FB                                                                   |
| 연료               | 가솔린                                                                 | 가솔린                                                                 | 디젤                                                                   |
| 배기량(cc)         | 1,591                                                                  | 1,975                                                                  | 1,582                                                                  |
| 최고출력(ps/rpm)   | 121/6,200                                                              | 143/6,000(자동)/ 134/6,000(수동)                                       | 117/4,000                                                              |
| 최대토크(kg*m/rpm) | 15.6/4,200                                                             | 19.0/4,600(자동)/ 18.4/4,600(수동)                                     | 26.5/2,000                                                             |
| 연비(km/l)         | 15.1(4도어 수동)/ 13.2(4도어 자동)/ 15.1(5도어 수동)/ 13.2(5도어 자동) | 13.5(4도어 수동)/ 12.0(4도어 자동)/ 13.5(5도어 수동)/ 12.0(5도어 자동) | 20.7(4도어 수동)/ 16.0(4도어 자동)/ 20.7(5도어 수동)/ 16.0(5도어 자동) |

## 역대 슬로건

### 1세대(LD)
- 뿔을 세워라 (쎄라토)
- 빈틈없는 완성 (쎄라토)
- 새로운 지존 탄생 (뉴 쎄라토)

## 라인업

### 쎄라토
- 1.5 CVVT
  - L
  - LX
  - SLX
  - GOLD

- 1.6 CVVT
  - L
  - LX
  - SLX
  - GOLD

- 2.0 CVVT
  - SLX
  - GOLD

- 1.5 VGT
  - LX
  - SLX

※쎄라토 유로(5도어)는 SLX, GOLD만 판매

### 뉴 쎄라토
- 1.6 CVVT
  - L
  - LX
  - SLX
  - SX
  - GOLD

- 1.6 VGT
  - LX
  - SLX

- 2.0 CVVT
  - SLX
  - GOLD

※ 쎄라토 뷰티(5도어)는 SX, SLX, GOLD만 판매